# Vetospielertheorem
Das Vetospielertheorem (auch: Vetospieleransatz) ist ein Satz aus der Politikwissenschaft, der die Möglichkeit zur Änderung von politischen Zuständen in Abhängigkeit vom Verhalten der handelnden Akteure (Personen, Organisationen oder Institutionen) – so genannter Vetospieler – zu erklären versucht.
Der Politikwissenschaftler George Tsebelis formulierte auf Basis von Analysen bestehender politischer Systeme das Theorem, in dem er behauptet, dass eine Abkehr vom Status quo in politischen Institutionen umso wahrscheinlicher sei,
1. je kleiner die Anzahl der mächtigen, handelnden Akteure (Vetospieler) sei,
2. je größer die Übereinstimmung der Meinungen (Kongruenz) der Vetospieler,
3. je kleiner die innere Kohäsion der Vetospieler (je geringer also der Zusammenhalt innerhalb eines Vetospielers),
4. je größer die ideologische Differenz zur Vorgängerregierung,
5. je länger die Regierung im Amt sei.